# Капу, Этьен
Этье́н Рене́ Капу́ (фр. Étienne René Capoue; 11 июля 1988, Ньор, Франция) — французский футболист гваделупского происхождения, полузащитник испанского клуба «Вильярреал».

## Карьера

### Клубная
Этьен Капу начал заниматься футболом в детской команде «Ньора» — клуба из своего родного города. В дальнейшем транзитом через «Анже» полузащитник оказался в системе подготовки «Тулузы», в составе которой и дебютировал в чемпионате Франции 8 декабря 2007 года в победном для «Тулузы» матче против «Лилля». Всего в своём дебютном сезоне молодой полузащитник выходил на поле в составе «Тулузы» 6 раз, в том числе и в матче кубка УЕФА против московского «Спартака» 19 декабря 2007 года.
В следующем сезоне Капу сыграл за «Тулузу» 38 матчей в различных турнирах. 18 октября 2008 года полузащитник забил первый гол в профессиональной карьере: в матче 9-го тура чемпионата Франции он поразил ворота «Бордо».
В сезоне 2009/10 Капу в составе «Тулузы» принимал участие в Лиге Европы. Полузащитник сыграл 7 матчей, а его команда заняла третье место в группе и таким образом завершила выступление в турнире.
В сезоне 2010/11 Этьен Капу пропустил лишь 1 матч «Тулузы» в чемпионате. По ходу сезона полузащитнику удалось дважды поразить ворота соперников.
Старт следующего сезона получился для Капу результативным. В трёх матчах чемпионата подряд (с 4-го по 6-й тур) Этьен забивал в ворота противников, отметившись в последней из этих игр ещё и голевой передачей.
6 июля 2015 перешёл в «Уотфорд». Контракт рассчитан на четыре года.
30 декабря 2020 года подписал контракт на два сезона с испанским клубом «Вильяреал».

### В сборной
Этьен Капу привлекался в юношеские сборные Франции различных возрастов. В составе сборной возраста до 19 лет участвовал в чемпионате Европы-2007, где команда дошла до полуфинала. Полузащитник сыграл на том турнире в двух матчах (против России — на групповом этапе и против Испании — в полуфинале).
Капу дебютировал в молодёжной сборной в товарищеском матче с датчанами, состоявшемся в Ольборге 19 ноября 2008 года. Всего полузащитник провёл за команду 12 матчей, последним из которых стал матч против Украины, сыгранный 3 сентября 2010 года в рамках отборочного турнира к чемпионату Европы.
15 августа 2012 года Этьен Капу дебютировал в сборной Франции в товарищеском матче с Уругваем. В отборочном матче к ЧМ-2014 против сборной Беларуси Капу забил первый гол за национальную сборную
.

## Статистика
на конец 2020 года

### Клубная
| Клуб                 | Сезон                | Национальный чемпионат | Национальный чемпионат | Национальный чемпионат | Национальные кубки | Национальные кубки | Еврокубки | Еврокубки | Всего | Всего |
| Клуб                 | Сезон                | Лига                   | Игры                   | Голы                   | Игры               | Голы               | Игры      | Голы      | Игры  | Голы  |
| -------------------- | -------------------- | ---------------------- | ---------------------- | ---------------------- | ------------------ | ------------------ | --------- | --------- | ----- | ----- |
| Тулуза               | 2007/08              | Лига 1                 | 5                      | 0                      | 0                  | 0                  | 1         | 0         | 6     | 0     |
| Тулуза               | 2008/09              | Лига 1                 | 32                     | 1                      | 4                  | 0                  | 0         | 0         | 36    | 1     |
| Тулуза               | 2009/10              | Лига 1                 | 33                     | 0                      | 7                  | 0                  | 3         | 0         | 43    | 0     |
| Тулуза               | 2010/11              | Лига 1                 | 37                     | 2                      | 2                  | 0                  | 0         | 0         | 39    | 2     |
| Тулуза               | 2011/12              | Лига 1                 | 33                     | 3                      | 1                  | 0                  | 0         | 0         | 34    | 3     |
| Тулуза               | 2012/13              | Лига 1                 | 34                     | 7                      | 4                  | 0                  | 0         | 0         | 38    | 7     |
| Всего за «Тулузу»    | Всего за «Тулузу»    | Всего за «Тулузу»      | 174                    | 13                     | 18                 | 0                  | 4         | 0         | 196   | 13    |
| Тоттенхэм Хотспур    | 2013/14              | Премьер-лига           | 12                     | 1                      | 1                  | 0                  | 5         | 0         | 18    | 1     |
| Тоттенхэм Хотспур    | 2014/15              | Премьер-лига           | 12                     | 0                      | 3                  | 1                  | 3         | 0         | 18    | 1     |
| Всего за «Тоттенхэм» | Всего за «Тоттенхэм» | Всего за «Тоттенхэм»   | 24                     | 1                      | 4                  | 1                  | 8         | 0         | 36    | 2     |
| Уотфорд              | 2015/16              | Премьер-лига           | 33                     | 0                      | 3                  | 0                  | 0         | 0         | 36    | 0     |
| Уотфорд              | 2016/17              | Премьер-лига           | 37                     | 7                      | 2                  | 0                  | 0         | 0         | 39    | 7     |
| Уотфорд              | 2017/18              | Премьер-лига           | 23                     | 1                      | 3                  | 2                  | 0         | 0         | 26    | 3     |
| Уотфорд              | 2018/19              | Премьер-лига           | 33                     | 1                      | 6                  | 3                  | 0         | 0         | 39    | 4     |
| Уотфорд              | 2019/20              | Премьер-лига           | 30                     | 0                      | 0                  | 0                  | 0         | 0         | 30    | 0     |
| Уотфорд              | 2020/21              | Чемпионшип             | 11                     | 0                      | 0                  | 0                  | 0         | 0         | 11    | 0     |
| Всего за «Уотфорд»   | Всего за «Уотфорд»   | Всего за «Уотфорд»     | 167                    | 9                      | 14                 | 5                  | 0         | 0         | 181   | 14    |
| Всего                | Всего                | Всего                  | 365                    | 23                     | 36                 | 6                  | 12        | 0         | 413   | 29    |

### Международная
| Матчи Капу за сборную Франции | Матчи Капу за сборную Франции | Матчи Капу за сборную Франции | Матчи Капу за сборную Франции | Матчи Капу за сборную Франции | Матчи Капу за сборную Франции |
| №                             | Дата                          | Оппонент                      | Счёт                          | Голы Капу                     | Соревнование                  |
| ----------------------------- | ----------------------------- | ----------------------------- | ----------------------------- | ----------------------------- | ----------------------------- |
| 1                             | 15 августа 2012               | Уругвай                       | 0-0                           | -                             | Товарищеский матч             |
| 2                             | 11 сентября 2012              | Беларусь                      | 3-1                           | 1                             | Отборочный матч ЧМ-2014       |
| 3                             | 12 октября 2012               | Япония                        | 0-1                           | -                             | Товарищеский матч             |
| 4                             | 14 ноября 2012                | Италия                        | 2-1                           | -                             | Товарищеский матч             |
| 5                             | 16 февраля 2013               | Германия                      | 1-2                           | -                             | Товарищеский матч             |
| 6                             | 5 июня 2013                   | Уругвай                       | 0-1                           | -                             | Товарищеский матч             |
| 7                             | 14 августа 2013               | Бельгия                       | 0-0                           | -                             | Товарищеский матч             |

## Достижения

### Командные
«Вильярреал»
- Победитель Лиги Европы УЕФА: 2020/21

### Личные
- Лучший игрок финала Лиги Европы УЕФА: 2021[12]